# Pterostichus caligans
Pterostichus caligans är en skalbaggsart som beskrevs av Horn. Pterostichus caligans ingår i släktet Pterostichus och familjen jordlöpare. Inga underarter finns listade i Catalogue of Life.